# Santa Ana (Misiones)

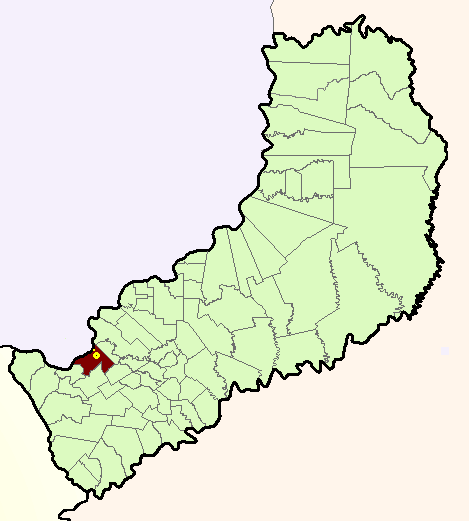
Área del municipio de Ana en la Provincia de Misiones; el punto pequeño es la localidad de Santa Ana

Santa Ana es una ciudad argentina de la provincia de Misiones, cabecera del Departamento Candelaria. En el municipio también se encuentra el núcleo urbano de Puerto Santa Ana.
Se ubica a una latitud de 27° 21' Sur y a una longitud de 55° 36' Oeste, sobre la intersección de la Ruta Nacional 12 y la Ruta Provincial 103, a orillas del río Paraná. Cuenta con una población de 5.092 habitantes.
La ciudad contaba con un activo puerto por la característica de aguas profundas, que permite la navegación de barcos de mayor calado, quedando reducido en la actualidad a la actividad arenera, constituyéndose en el lugar de la provincia de mayor extracción de arena.
A 2000 metros del acceso de la localidad se localizan las Ruinas Jesuíticas de Santa Ana, que fueron declaradas Patrimonio Mundial de la Humanidad por la Unesco en el año 1984.